# Língua yabahana
O yabahana (ou yabaâna) é uma língua extinta da família linguística arawak falada no Brasil.

## Vocabulário
Vocabulário yabahana (flora, fauna e artefatos culturais) coletado por Johann Natterer (1831-1832):
| Português                  | Yabahana                     |
| -------------------------- | ---------------------------- |
| cão (= animal de criação)  | biga-go / biga-ge            |
| tatu                       | atʃego                       |
| anta                       | imahego                      |
| queixada                   | abtʃa                        |
| caititu                    | bihina / bihiwa              |
| veado                      | anegi                        |
| onça                       | tʃawi                        |
| pato                       | oloma                        |
| pomba                      | makuakako                    |
| mutum                      | patʃuhi (< português piuri?) |
| urumutum                   | aʃiri                        |
| galo                       | kalaka                       |
| urubu                      | oloida                       |
| urubu-rei                  | wagu                         |
| gavião-real                | kokoi                        |
| arara-vermelha             | kawegi                       |
| arara-amarela              | aratʃehi                     |
| papagaio                   | kutʃagu                      |
| jacamim                    | tootʃu                       |
| inambu                     | mami                         |
| jacaré                     | adoole                       |
| jabuti                     | ʃanatʃu                      |
| tartaruga                  | tibule                       |
| peixe                      | watʃalihi                    |
| piraíba                    | mohokúle                     |
| arraia                     | jamalu                       |
| açaí                       | manaka                       |
| bacaba                     | kupegi                       |
| patauá                     | eiʃ                          |
| batata-doce                | wiwali / winali              |
| cará                       | wago                         |
| mandioca                   | nolohi                       |
| maniva                     | kanikaʃi                     |
| macaxeira                  | kabiwali                     |
| beiju                      | kaali                        |
| farinha                    | matʃuka                      |
| tapioca                    | jamaga                       |
| capim                      | uienetʃu                     |
| milho                      | tʃuno                        |
| curare                     | moaka                        |
| paricá                     | kuipaga                      |
| banana                     | balana                       |
| guaraná                    | alaulu                       |
| tabaco                     | atʃieli                      |
| arco                       | kulapa-kuana                 |
| flecha                     | kulapa                       |
| borduna (?)                | tamu                         |
| bruxo                      | katʃagona + tʃihí            |
| buzina                     | bagu                         |
| canoa                      | iʃa                          |
| cesto (panacu) (< jamaxim) | gamaʃi                       |
| caxiri                     | jalaki                       |
| demônio (curupira)         | aʃinami                      |
| Deus                       | Tupana                       |
| espingarda                 | mokawa                       |
| faca                       | malia                        |
| lança                      | muluku                       |
| machado                    | tʃipala                      |
| pote                       | oluʃo                        |
| rede                       | meegi                        |
| remo                       | tʃanohogu                    |
| zarabatana                 | watapa                       |
| flecha de zarabatana       | iʃiu                         |
| aljava                     | iʃiu-daka                    |